# Jack Bartlett

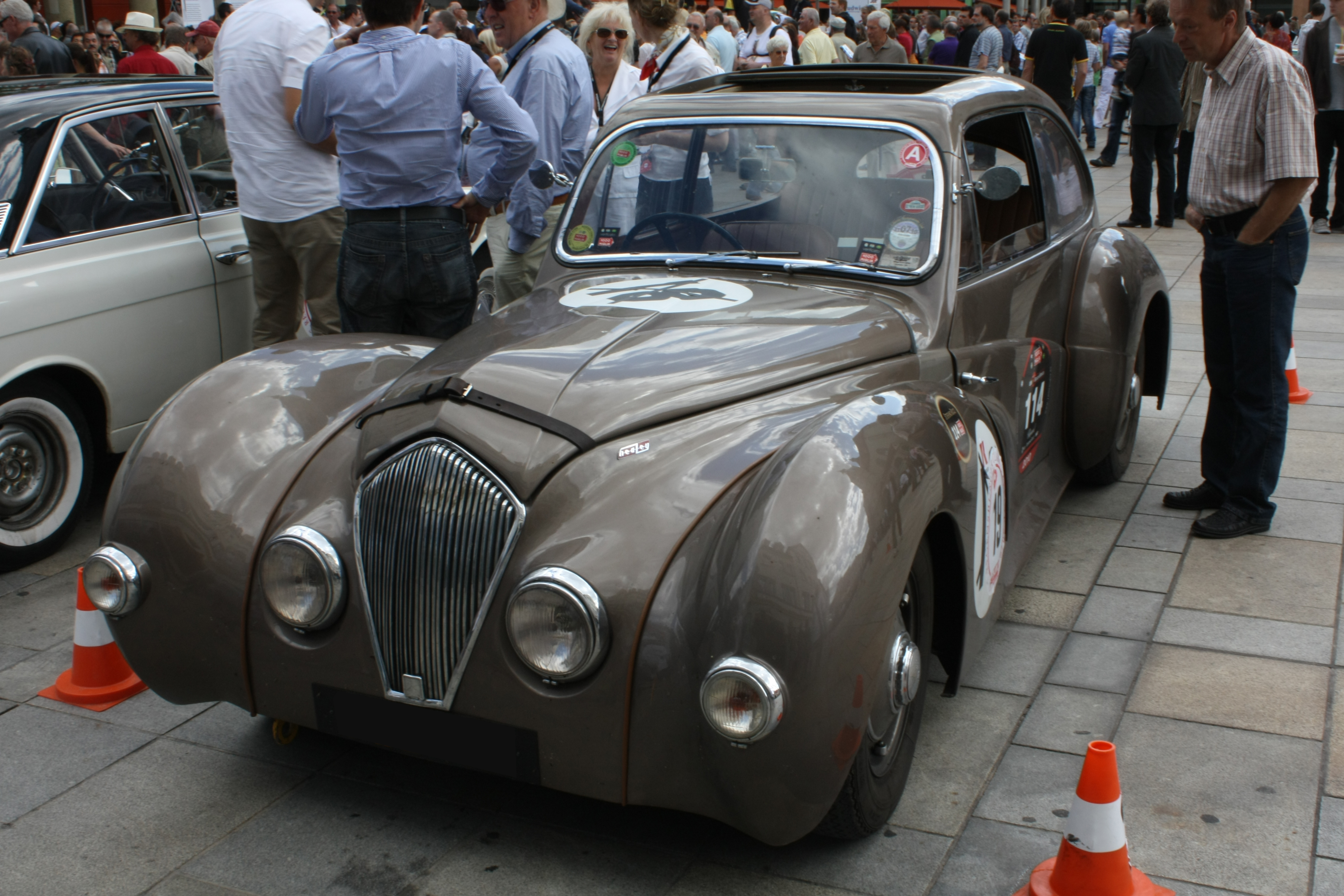
Der später umgebaute Healey Eliott (Schiebedach und versetzte Scheinwerfer), mit dem Jack Bartlett beim 24-Stunden-Rennen von Le Mans 1949 am Start war

John Hasting „Jack“ Bartlett (* 25. August 1904 in Rotherhithe; † 19. August 1993 auf Jersey) war ein britischer Autorennfahrer.

## Unternehmer und Rennfahrer
Jack Bartlett hält einen Le-Mans-Teilnehmer-Rekord. Er ist der Fahrer mit der längsten Zeitspanne zwischen erstem und zweitem Antreten. Nach seinem Debüt 1931 vergingen 18 Jahre, ehe er 1949 ein weiteres Rennen in Le Mans bestritt.
Er begann seine Karriere in den 1920er-Jahren als Motorrad-Rennfahrer, da diese Form des Rennsports eine günstige Methode war, im Motorsport Fuß zu fassen. Auf einer Norton war er bei einigen Veranstaltungen auf der Rennstrecke von Brooklands erfolgreich. 1928 gab er seine Anstellung als Schankmitarbeiter einer Brauerei auf und begann mit dem Handel von Motorrädern. Aus dem kleinen Betrieb wurde in den 1930er-Jahren ein in Bayswater ansässiger und bekannter Sportwagenhändler.
Er startete bei vielen Bergrennen und gewann 1932 gemeinsam mit Tommy Horton auf einem MG Midget das 500-Meilen-Rennen von Brooklands. Im Zweiten Weltkrieg diente er als Techniker in der Royal Air Force und kehrte 1949 für ein Rennen auf die Rennstrecke zurück. In Le Mans fuhr mit seinem Partner Nigel Mann einen Healey Elliot. Laut Reglement war 1949 der erste Boxenstopp erst nach 30 gefahrenen Runden erlaubt. Da der Wagen ÖL verlor, musste Bartlett zehn Runden im Schritttempo um den Kurs fahren, da der Motor stark überhitzte. Als er endlich die Boxen ansteuern konnte, war der Öltank komplett leer. Nach der Reparatur des Tanks erreichte das Duo noch den 13. Gesamtrang.

## Statistik

### Le-Mans-Ergebnisse
| Jahr | Team                         | Fahrzeug         | Teamkollege          | Platzierung | Ausfallgrund    |
| ---- | ---------------------------- | ---------------- | -------------------- | ----------- | --------------- |
| 1931 | Richard Ormonde Shuttleworth | Arrol-Aster 17/5 | Percy Hope-Johnstone | Ausfall     | Zündungsschaden |
| 1949 | Jack Bartlett                | Healey Elliott   | Nigel Mann           | Rang 13     |                 |